# Дьеп-1 (кантон)
Дьеп-1 (фр. Dieppe-1) — кантон во Франции, находится в регионе Нормандия, департамент Приморская Сена. Входит в состав округа Дьеп.

## Состав кантона с 22 марта 2015 года
В состав кантона входят коммуны (население по данным Национального института статистики за 2018 г.):
- Амбремениль (470 чел.)
- Варанжвиль-сюр-Мер (943 чел.)
- Дьеп (17 616 чел.) (западные кварталы)
- Кибервиль (547 чел.)
- Кольмениль-Манвиль (108 чел.)
- Лонгей (561 чел.)
- Мартиньи (432 чел.)
- Обермениль-Боме (486 чел.)
- Ото-сюр-Мер (1 904 чел.)
- Офранвиль (3 124 чел.)
- Румениль-Бутей (1 832 чел.)
- Сен-Дени-д'Аклон (129 чел.)
- Сент-Маргерит-сюр-Мер (472 чел.)
- Сент-Обен-сюр-Си (1 120 чел.)
- Соквиль (350 чел.)
- Турвиль-сюр-Арк (1 216 чел.)
- Увиль-ла-Ривьер (480 чел.)

## Политика
На президентских выборах 2022 г. жители кантона отдали в 1-м туре Эмманюэлю Макрону 29,3 % голосов против 27,7 % у Марин Ле Пен и 19,3 % у Жана-Люка Меланшона; во 2-м туре в кантоне победил Макрон, получивший 54,5 % голосов. (2017 год. 1 тур: Марин Ле Пен – 23,9 %, Жан-Люк Меланшон – 22,4 %, Эмманюэль Макрон – 20,8 %, Франсуа Фийон – 20,5 %; 2 тур: Макрон – 60,4 %. 2012 год. 1 тур: Франсуа Олланд — 27,5 %, Николя Саркози — 26,8 %, Марин Ле Пен — 17,9 %; 2 тур: Олланд — 54,2 %. 2007 год. 1 тур: Саркози — 28,6 %, Сеголен Руаяль — 24,9 %; 2 тур: Руаяль — 51,1 %).
С 2015 года кантон в Совете департамента Приморская Сена представляют мэр коммуны Офранвиль Имельда Вандеканделаэр (Imelda Vandecandelaere) (Разные правые) и член совета города Дьеп Андре Готье (André Gautier) (Республиканцы).
|                | Кандидаты                          | Партия                   | Первый тур | Первый тур     | Второй тур | Второй тур |
| Кол-во голосов | Кандидаты                          | Партия                   | % голосов  | Кол-во голосов | % голосов  |            |
| -------------- | ---------------------------------- | ------------------------ | ---------- | -------------- | ---------- | ---------- |
|                | Имельда Вандеканделаэр Андре Готье | Правый блок              | 3 868      | 42,50          | 4 963      | 54,18      |
|                | Жюли Анжер Люк Демарес             | Коммунистическая партия  | 3 744      | 41,14          | 4 197      | 45,82      |
|                | Сильви Даржан Луи-Арман Де Бёжарри | Национальное объединение | 1 489      | 16,36          |            |            |

|                | Кандидаты                               | Партия                  | Первый тур | Первый тур     | Второй тур | Второй тур |
| Кол-во голосов | Кандидаты                               | Партия                  | % голосов  | Кол-во голосов | % голосов  |            |
| -------------- | --------------------------------------- | ----------------------- | ---------- | -------------- | ---------- | ---------- |
|                | Имельда Вандеканделаэр Андре Готье      | Правый блок             | 4 596      | 34,95          | 7 102      | 55,09      |
|                | Себастьян Жюмель Эмануэль Карю Шарретон | Левый фронт             | 3 940      | 29,96          | 5 790      | 44,91      |
|                | Лоран Амлен Клодин Алар                 | Национальный фронт      | 2 703      | 20,55          |            |            |
|                | Брюно Бьенем Селин Эмо                  | Социалистическая партия | 1 913      | 14,55          |            |            |